# Avia B.534
Avia B.534 är ett tjeckoslovakiskt jaktplan (biplan) från andra världskriget.
Planet var det viktigaste tjeckoslovakiska planet och representerar så gott som fulländandet av designen av biplan (det som saknas är indragbara landningshjul som man återfinner hos till exempel Polikarpov I-153). Planet är en utveckling av den misslyckade Avia B.34/2 prototypen. Testflygningarna 1933 visade lovande resultat och i april 1934 slog man nationellt hastighetsrekord då man nådde upp i 365,74 km/h. Utvecklingen hejdades ett tag då båda prototyperna skadades i kraschlandningar men det tjeckiska försvaret hade redan bestämt sig för att utrusta sitt flygvapen med planet.
Vid tiden för Münchenkonferensen var 21 flygdivisioner utrustade med planet. Efter ockupationen använde den slovakiska marionettregimen några B.534 i gränskrig mot Ungern. Under vintern 1939–1940 försågs Bulgarien med 72 plan. De stannade kvar på bulgarisk mark och byttes under 1943 ut mot franska Dewoitine D.520. När Tyskland invaderade Sovjet deltog tre divisioner av planet vid den ukrainska fronten. I mitten av 1942 hade de flesta B.534 fått ny utrustning och flyttats till utbildningstjänst. 
Luftwaffe använde planet både som skolflygplan och till att bogsera träningsglidflygplan, några modifierades också för att man skulle kunna öva landningar på hangarfartygsdäck.

## Varianter
- B.534-I, första produktionsvarianten. Den följde ganska noga den första prototypens design med öppen cockpit, men metallpropellern byttes ut mot en av trä. Två kulsprutor monterades i flygkroppen och två i undre vingarna. Totalt tillverkades det 46 exemplar av denna variant.
- B.534-II, variant där alla kulsprutor hade flyttats till flygkroppen och hållare för små bomber monterades under vingarna. Totalt tillverkades det cirka 100 plan var denna variant.
- B.534-III, variant med modifierade landningshjul och luftintaget för förgasaren flyttat fram till under nosen. Av denna variant tillverkades det 46 exemplar varav några exporterades till Grekland och Jugoslavien.
- B.534-IV, den vanligaste produktionsvarianten.
- Bk.534, beväpningen bestod av kanoner istället för kulsprutor, annars var den lik varianten B.534-IV . Det var från början tänkt att den skulle ha en 20 mm Oerlikon-kanon monterad i motorn men på grund av brist på dessa kanoner var vissa plan av denna variant istället utrustade med tre kulsprutor, två monterade i flygkroppen och en i motorn.